# Палагорио (Кротоне)
Палагорио (итал. Pallagorio) је насеље у Италији у округу Кротоне, региону Калабрија.
Према процени из 2011. у насељу је живело 1326 становника. Насеље се налази на надморској висини од 551 м.

## Становништво
Према резултатима пописа становништва 2011. у општини је живело 1.337 становника.
| 1931. | 1936. | 1951. | 1961. | 1971. | 1981. | 1991. | 2001. | 2011. |
| ----- | ----- | ----- | ----- | ----- | ----- | ----- | ----- | ----- |
| 1.842 | 1.841 | 2.272 | 2.193 | 2.177 | 1.859 | 1.859 | 1.627 | 1.337 |

## Партнерски градови
- Кампи Бизенцио